# ستانلي بروس
ستانلي ميلبورن بروس، فيكونت بروس الأول من ملبورن (بالإنجليزية: Stanley Melbourne Bruce )‏، والحائز على وسام رفقاء الشرف ووسام الصليب العسكري وزمالة الجمعية الملكية، وعضو المجلس الخاص للملكة المتحدة (15 أبريل 1883 -25 أغسطس 1967). يُعد ثامن رؤساء وزراء أستراليا، إذ شغل هذا المنصب بين عامي 1923 و1929. قام بإصلاحات واسعة النطاق وأسس برنامجًا حكوميًا شاملًا لبناء الدولة، لكن تعامله مع العلاقات الصناعية أثار جدلًا كبيرًا وأدى إلى هزيمته هزيمةً دراماتيكية في انتخابات عام 1929. واصل بروس لاحقًا مسيرةً دبلوماسيةً طويلةً ومؤثرةً بصفة مفوض سام للمملكة المتحدة (1933-1945) ورئيسًا لمجلس إدارة منظمة الأغذية والزراعة (1946-1951).
وُلد بروس في ملبورن لعائلة تمتعت بالثروة لفترة وجيزة، ودرس في جامعة كامبريدج وقضى حياته المبكرة في إدارة أعمال الاستيراد والتصدير التي تركها له والده الراحل. خدم في الخطوط الأمامية في حملة جاليبولي في الحرب العالمية الأولى وعاد إلى أستراليا مصابًا في عام 1917، وأصبح متحدثًا حكوميًا فيما يتعلق بشؤون التجنيد. لفت ستانلي انتباه الحزب القومي ورئيس الوزراء بيلي هيوز، الذي شجعه على الدخول في الحياة السياسية. انتُخب نائبًا في البرلمان عام 1918، وأصبح أميناً للصندوق عام 1921 ثم رئيساً للوزراء عام 1923، متزعمًا تحالفًا مع الحزب الريفي الوطني.
اتبع بروس أجندةً نشطةً ومتنوعةً خلال فترته الوزارية؛ عمل على إصلاح إدارة الحكومة الفيدرالية إصلاحًا شاملًا وأشرف على نقلها إلى العاصمة الجديدة كانبرا. نفّذ إصلاحات مختلفة في النظام الفيدرالي الأسترالي لتعزيز دور الكومنولث، وساعد على تطوير التشكيلات الأولى من الشرطة الفيدرالية الأسترالية وهيئة البحوث الأسترالية. مثّل مخطط بروس الذي حمل عنوان «الرجال والمال والأسواق» محاولةً طموحةً لتوسيع عدد سكان أستراليا وإمكاناتها الاقتصادية بسرعة عبر الاستثمار الحكومي الهائل وتوثيق العلاقات مع بريطانيا العظمى وبقية الإمبراطورية البريطانية. على أي حال، أدت مساعيه لإصلاح نظام العلاقات الصناعية في أستراليا إلى وقوع حكومته في صراع متكرر مع الحركة العمالية، ليدفع بعدها اقتراحه الراديكالي بإلغاء تحكيم الكومنولث في عام 1929 أعضاء حزبه إلى تغيير توجهاتهم الحزبية ومن ثم هزيمة الحكومة. فقد رئيس الوزراء مقعده في الخسارة المدوية التي تكبدها في الانتخابات اللاحقة، حدثٌ لم يسبق له مثيل في أستراليا ولم يتكرر حتى عام 2007.
رغم عودته إلى البرلمان عام 1931، كانت فترة خدمة بروس في حكومة ليون قصيرةً، ليتبع بعدها نهجًا مهنيًا ذا طابع دولي، إذ قبِل تعيينه بصفة مفوض سام في المملكة المتحدة عام 1933. أصبح بروس شخصيةً مؤثرةً في دوائر الحكومة البريطانية وفي عصبة الأمم، وبرز كمدافع لا يكل عن التعاون الدولي فيما يتعلق بالمشكلات الاقتصادية والاجتماعية، خاصةً تلك التي تواجه العالم النامي. امتلك بروس شغفًا كبيرًا بتحسين التغذية العالمية، وكان أحد المسهمين الرئيسيين في تأسيس منظمة الأغذية والزراعة، ليغدو أول رئيس لمجلس إدارتها. يُذكر أنه أول أسترالي يجلس في مجلس اللوردات، وأول مستشار للجامعة الوطنية الأسترالية. لم يُسلط الضوء كثيرًا على مسيرته الدبلوماسية في أستراليا، إذ استمر طوال حياته في لندن يدافع بضراوة عن المصالح الأسترالية (خاصة خلال الحرب العالمية الثانية) وطلب إعادة رفاته إلى كانبرا عند وفاته.

## حياته الباكرة
وُلد ستانلي ميلبورن بروس في 15 أبريل 1883 في سانت كيلدا، فيكتوريا، إحدى ضواحي ملبورن، وكان الأصغر بين خمسة أطفال. كره اسمه وفضّل طوال حياته أن يُعرف بالأحرف الأولى من اسمه «إس. إم»، حتى بين الأصدقاء المقربين، بينما نادته زوجته ببساطة «إس». مع توليه منصب رئيس الوزراء، أصدر مذكرةً للصحافة يطلب فيها استخدام الأحرف الأولى من اسمه في الصحف بدلًا من اسمه الأول.
وُلد والد بروس، جون مونرو بروس، لوالدين اسكتلنديين في مقاطعة ليتريم، أيرلندا، وهاجر إلى أستراليا عام 1858 في سن 18 عامًا. كانت والدته، ماري آن هندرسون، أيرلنديةً وتزوجت من ابن عمها جون بعد هجرتها إلى أستراليا عام 1872 حيث بلغت 24 عامًا. أصبح جون بروس رجل أعمال موهوبًا ذا «ميول للشراء والبيع»، ما ضمن له شراكة في شركة استيراد في ملبورن باتت تُعرف عام 1868 باسم باترسون ولينغ وبروس. تزامن نمو ثروته مع ازدياد تأثيره في الحياة الاجتماعية والسياسية في فيكتوريا الاستعمارية. يُذكر له أيضًا حبه الشديد لرياضة الغولف، إذ كان أحد مؤسسي نادي ملبورن الملكي للغولف. برز في الحراك السياسي الحمائي الليبرالي داخل الدولة وكان من أوائل المؤيدين لرئيس الوزراء المستقبلي ألفريد ديكين. ضمِن نجاح جون بروس ولادة ستانلي بروس وأخته ماري وإخوته إرنست وويليام وروبرت في بيئة من الثراء، وانتقلت العائلة بعد وقت قصير من ولادة ستانلي بروس إلى قصر ومبالانو الفخم، والذي بناه جون بروس، في توراك. على أي حال، اتسمت شخصية جون بروس بالانعزالية والبُعد عن حياة أطفاله، تبعًا لما رواه ابنه ستانلي لاحقًا. كانت العائلة ذات خلفية مشيخية، لكنها قررت إرسال ستانلي بروس إلى مدرسة ملبورن الكنسية الإنجليزية الثانوية (مدرسة ملبورن الثانوية في الوقت الحاضر)، ليتبع ستانلي بروس بعدها النهج الأنجليكاني. كان بروس طالبًا عاديًا لكن فائق النشاط في الحياة الرياضية المدرسية وقائدًا لفريق كرة القدم، ثم قائدًا للمدرسة نفسها في عام 1901. يُذكر أن المدرسة تكرمه اليوم بمنزله الخاص، التي يحمل اسم بروس هاوس، وألوانه القرمزي والأبيض، وتميمته أسد يرمز إلى شجاعة بروس.
أثّر الكساد الاقتصادي في ثمانينيات وتسعينيات القرن التاسع عشر تأثيرًا شديدًا على ثروات عائلة بروس. خسر جون بروس الكثير من ثروته عقب انهيار البنك الفيكتوري عام 1894 ووقع في ديون كبيرة للاستحواذ على حصة شركائه في أعمال الاستيراد عام 1897. عانت الأسرة مآسي أكبر بكثير خلال العقود اللاحقة؛ انتحر وليام شقيق ستانلي في عام 1899، بعد وقت قصير من طلبه العلاج بسبب الأمراض العقلية التي عاناها، بينما انتحر جون بروس بعد عامين فقط، خلال رحلة عمل إلى باريس؛ عانى من الاكتئاب نتيجة الضغوط الكبيرة التي أصابت أعماله وأمواله. عانت أخته ماري مع المرض لفترة طويلة قبل وفاتها عام 1908، وتوفيت والدته أيضًا في عام 1912. أخيرًا، أطلق شقيق بروس المحبوب إرنست النار على نفسه في عام 1919، إذ عانى إصابات جسدية وعقلية تعرض لها في أثناء خدمته العسكرية في الحرب العالمية الأولى.
تدهورت ثروات العائلة في أعقاب وفاة والده عام 1901، ما دفع بروس إلى الالتفات لأعمال العائلة بعد ترك المدرسة الثانوية. كان بروس شابًا طموحًا ومصممًا على الحصول على التعليم. انتقل إلى المملكة المتحدة مع والدته وأخته بعد اقتراضهم بعض المال، والتحق بترينتي هول، كامبريدج عام 1902. حظي بشعبية كبيرة رغم مستواه الدراسي المتوسط، وانخرط بصورة فاعلة بالحياة الرياضية للكلية، إذ كان عضوًا في فريق التجديف في كامبريدج الذي فاز بسباق القوارب في عام 1904. ظلّ التجديف في مقدمة مجالات شغفه واهتماماته، واستمر بتدريب الفرق (بما فيها العديد من الفرق المشاركة في فعالية هينلي رويال ريغاتا)، وخصص جزءًا مهمًا من كتاباته لهذا الموضوع طوال حياته. بقي إرنست بروس في أستراليا لتولي مسؤولية مصالح العائلة التجارية، وضغط على مديري الشركة عام 1906 لجعل شقيقه ستانلي يتولى رئاسة باترسون ولينغ وبروس، ونجح في مسعاه هذا في نهاية المطاف. أثبت ستانلي مهارته رغم سنه البالغ حينها 23 عامًا فقط، وتمكّن عبر وجوده في لندن، حيث أدار المصالح المالية والتصديرية، من إعادة بناء ثروات شركته وعائلته، بمساعدة إرنست الذي تولى عمليات الاستيراد والمبيعات في ملبورن. تدرب بروس أيضًا خلال هذه السنوات على المحاماة ثم عمل بصفة محامٍ ثم محامٍ بالقضاء العالي في لندن مع شركة أشورست، وموريس وكريسب وشركائهم. انتقل في سياق عمله لصالح الشركة إلى المكسيك عام 1908 وكولومبيا عام 1912، ما عزّز اهتمامه بالشؤون الدولية.
بات بروس رجل أعمال ومحاميًا ناجحًا بحلول عام 1912، العام الذي سافرت فيه إثيل دنلوب أندرسون إلى إنجلترا والتقت مجددًا ببروس، الذي عرفته في سن الطفولة. كانت إثيل، البالغة من العمر حينها 32 عامًا، من أصل اسكتلندي أيرلندي مشابه لأصل بروس وانحدرت من عائلة فكتوريا المستقطنة. شاركت بروس العديد من اهتماماته، خاصة لعبة الغولف، إضافةً إلى امتلاكهما النظرة السياسية ذاتها، ليتزوجا لاحقًا في يوليو 1913 في حفل هادئ. جمعت الزوجين علاقة وثيقة ذات إخلاص متبادل، وكان كلاهما من أصحاب المعارف الكثر، لكنهما حافظا على دائرة صغيرة من الأصدقاء المقربين. تأثر بروس تأثرًا كبيرًا بحقيقة موت جميع أفراد عائلته المباشرين باستثناء فرد واحد خلال عقد ونيّف، بالتزامن مع عدم إنجاب عائلة بروس أي أطفال. جاءت لاحقًا ابنة شقيقه إرنست، هيلين بروس، لتلعب دورًا كبيرًا في حياته، إذ كان من المقرر أن تغدو المستفيد الرئيسي من وصيته، لكن بروس «تُرك مع شعور بعدم الأمان والكآبة».

## مناصب
تولى منصب عضو مجلس النواب الأسترالي (19 ديسمبر 1931–6 أكتوبر 1933)، ورئيس وزراء أستراليا (9 فبراير 1923–22 أكتوبر 1929)، وأمين صندوق أستراليا ‏ (21 ديسمبر 1921–8 فبراير 1923)، وعضو مجلس النواب الأسترالي (11 مايو 1918–12 أكتوبر 1929)، وعضو مجلس الشورى البريطاني، ووزير الخارجية ‏، وسفير.

## التعليم
تعلم في قاعة الثالوث ‏، وجامعة كامبريدج.

## الخدمة العسكرية
خدم في الجيش البريطاني.

## جوائز وترشيحات
حصل على جوائز منها:
- جائزة رفيق الشرف (8 يوليو 1928)[19]
- صليب الحرب 1914-1918 (فرنسا)
- الصليب العسكري
- زميل في الجمعية الملكية.

ترشح لـ:
- جائزة نوبل للسلام (1937).[20]

## روابط خارجية
- ستانلي بروس على موقع الموسوعة البريطانية (الإنجليزية)
- ستانلي بروس على موقع مونزينجر (الألمانية)
- ستانلي بروس على موقع إن إن دي بي (الإنجليزية)